# HK Dmitrov
Le HK Dmitrov est un club de hockey sur glace de Dmitrov dans l'oblast de Moscou en Russie.

## Historique
Le club est créé en 2002. Il a évolué dans la Vyschaïa Liga, le second échelon russe. Il est relégué en 2009 à la suite de problèmes financiers . Il est renommé Krylia Sovetov Dmitrov en 2010.

## Palmarès
- Aucun titre.